# 🦊
🦊 is een teken uit de Unicode-karakterset dat een 
vossenkop voorstelt. Deze emoji is in 2016 geïntroduceerd met de Unicode 9.0-standaard..

## Betekenis

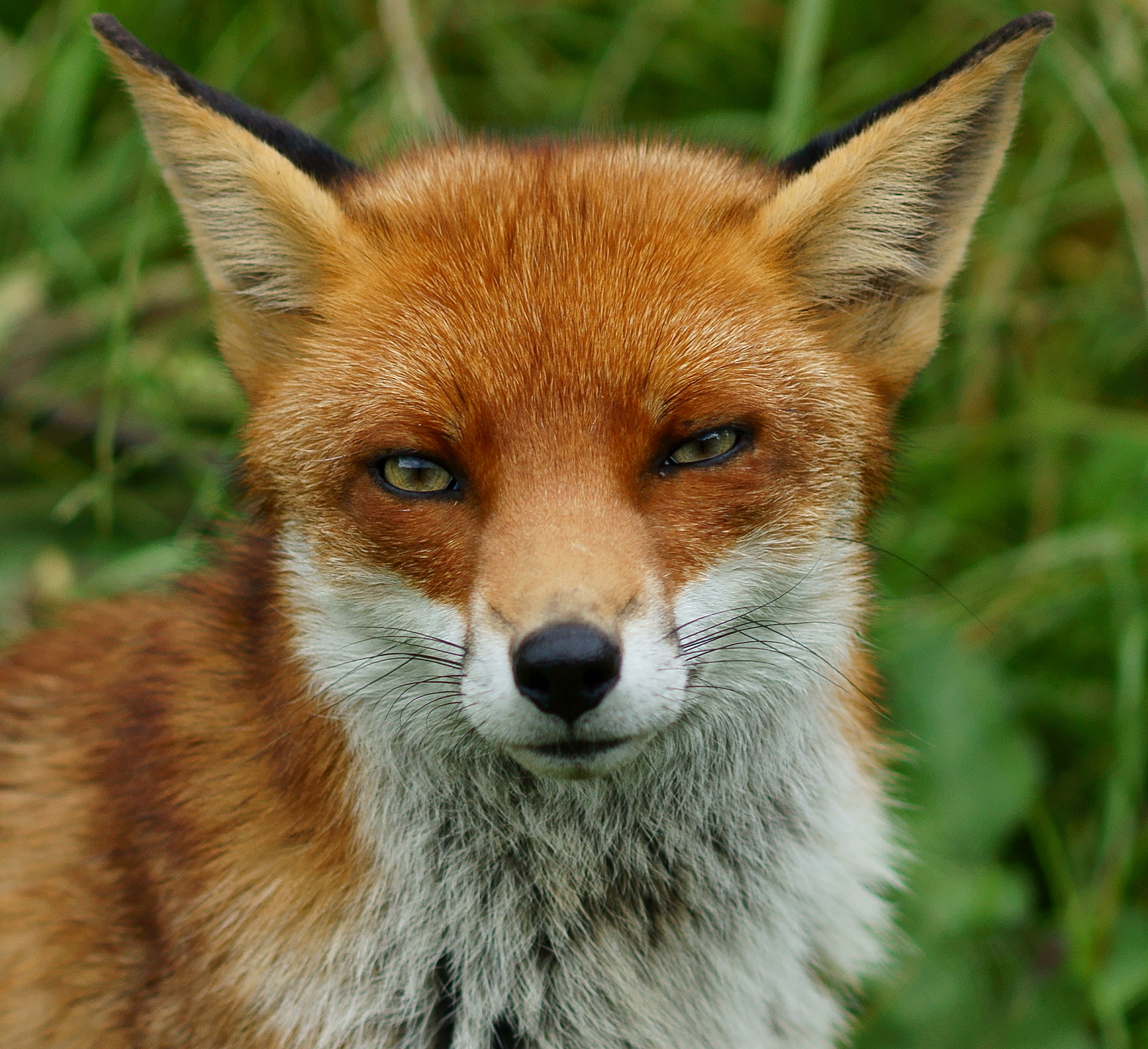
Flo, een vos in het British Wildlife Centre in Newchapel

Deze emoji geeft de kop van een vos weer. Er is in 2021 nog geen emoji die het gehele dier weergeeft, vergelijkbare dierenemoji hebben vaak een verschillend karakter voor de kop als voor het gehele dier. Het gebruik van de vossenemoji wordt ook wel als metoniem voor sluw en gewiekst gebruikt. Op Apple is het vossengezicht ook als animoji beschikbaar. Er is soms verwarring  met 🐱, het kattengezicht.

## Codering

De Twemoji-implementatie

### Unicode
In Unicode vindt men de 🦊 onder de code U+1F98A  (hex).

### HTML
In HTML kan men in hex de volgende code gebruiken: &#x1F98A;.

### Shortcode
In software die shortcode ondersteunt zoals Slack en GitHub kan het karakter worden opgeroepen met de code :fox_face:.

### Unicode-annotatie
De Unicode-annotatie voor toepassingen in het Nederlands (bijvoorbeeld een Nederlandstalig smartphonetoetsenbord) is Vos. De emoji is ook te vinden met het sleutelwoord gezicht. Typisch genoeg kent de Afrikaanse notatie aan deze emoji het sleutelwoord Jakkals toe, denkelijk naar de op de vos gelijkende inheemse jakhals.